# Agrias semibicolora
Agrias semibicolora är en fjärilsart som beskrevs av Peter William Michael 1931. Agrias semibicolora ingår i släktet Agrias och familjen praktfjärilar. Inga underarter finns listade i Catalogue of Life.